# أحمد عقل
أحمد عقل (19 فبراير 1936 - 25 فبراير 2008). ممثل مصري راحل شارك في عدد كبير من الأعمال المسرحية والتليفزيونية والإذاعية والسينمائية .
تعاون مع المخرج المسرحي الكبير سمير العصفوري في عدد من الأعمال المسرحية منها مسرحية الملك معروف عام 1974 و مسرحية ألاباندا عام 1998.

## أعماله

### مسلسلاته
| - حظ يا نصيب:2008-سمير - لسانك حصانك:2008 - أحلامك أوامر:2007-محمود أخو زينب - المصراوية ج1: الفجر في بشنين:2007-خليل العدوي، عمدة البرلس - أولاد الليل:2007-أبو كرش - جامعة بابا:2007 - خليها على الله:2007 - ساعة عصاري:2007 - يتربى في عزو:2007-هلال - القاهرة ٢٠٠٠: 2006 - حارة العوانس:2006 - حضرة المتهم أبي:2006 - شخلول:2006 - عايش في الغيبوبة:2006 - أحلام في البوابة:2005 - المرسى والبحار:2005-الريس مهدي - أنا وهؤلاء:2005-فهمي المناخيلي - بابا في تانية رابع:2005 - الدم والنار:2004 - السيف الوردي:2004 - القرار الأخير:2004 - حدث في الهرم:2004 - عباس الأبيض في اليوم الأسود:2004 - عيش أيامك:2004 - فجر ليلة صيف:2004-شكري - القلب إذا هوى:2003 - الليل وآخره:2003-الشيخ نصر - حكايات زوج معاصر:2003 - كناريا وشركاه:2003 - أميرة في عابدين:2002 - يحيا العدل:2002 - الرقص على سلالم متحركة:2001-عبد العزيز الفيومي - دعاة الحق:2001 | - صنايع صنايع:2001 - ضبط وإحضار:2001-العمدة أبو أكيدة - أصيل في السيرك الكبير:2000-دغش - دموع الرجال:2000-أبو خليل - ذو النون المصري:2000 - راجل حظه كده (راجل حظوا كده):2000 - والله ما أنا ساكت:2000 - يا رجال العالم اتحدوا:2000-القاضي - ألف ليلة وليلة: ذات المال:1999-شندي-ضيف الحلقات - أم كلثوم:1999-عبد الستار الهلالي - بدارة:1999-البسيوني - لما التعلب فات:1999-سرحان - همام يبحث عن همام:1999 - بيت أبو الفرج:1998 - سعيكم مشكور:1998-سند - السيرة الهلالية ج1: 1997-الأمير غانم - الشارع الجديد:1997-ضيف - القنفد:1997 - اللص الذي أحبه:1997-عبدالجبار أبو ضيف - حياة الجوهري:1997-نبيه الغرباوي - عباسية واحد:1997-الشاويش مطراوي - هوانم جاردن سيتي ج1 ، 2: 1997، 1998-حجازي - حواء والتفاحة:1996 - عريس من باريس:1996 - أحلام...كو:1995-سباعي - ألف ليلة وليلة: علي بابا والأربعين حرامي:1995-عبدون - حدوتة x حدوتة:1995 - حكايات مجنونة:1995 - ساكن قصادي ج1 ج1 ، 2: 1995، 1996 - صباح الورد:1995-برعي - سر الأرض:1994 - صور ملونة:1994 - قلب الأسد:1994-عم راشد النجار | - كوبري الأحلام:1994 - يوميات فكري أباظة (حواديت فكري أباظة):1993 - جنة حتحوت:1992 - وما زال النيل يجري:1992-هواري - رحلة أبو الوفا:1991 - ضمير أبلة حكمت:1991-عبدالقوي سعفان - السبنسة:1990-شطارة - الوسية:1990-صميدة - نقطة تحول:1990-معلم ابو دوما - رحلة إلى الشمس:1989 - بوجي و طمطم: الفيل الجميل:1988-لص فلافيلو - الطبري:1987 - الأفيال:1986 - الوريث:1986 - عبدالرحمن بن خلدون:1985 - مغامرات ميشو:1985 - الجزار الشاعر:1983 - نهاية العالم ليست غدًا:1983-نعيم-الحلاق - الأزهر الشريف منارة الإسلام:1982-علي بك الكبير - الرجل والحصان:1982-الدكتور البيطري - أمير الشعراء: أحمد شوقي:1982-الشيخ البسيوني - الإمام مالك:1980 - العملاق:1979 - علياء والمدينة:1979 - أئمة الهدى - جبال الصبر - صور غريبة - عريس جديد وعريس قديم-فتيحة - كان يا ماكنشي - متاعب مرزوق - ناس وناس ج2 - نداء الفجر |

### أفلامه
| - عجميستا:2007-الشيخ عرفة - العيال هربت:2006-أنور-والد سلطان - طرح الصبار:2006 - مطب صناعي:2006-إمام الجامع - أحلام عمرنا:2005-أبو خالد - الحاسة السابعة:2005-أ/ حافظ - السفارة في العمارة:2005-رجل المرور - سيد العاطفي:2005-أستاذ القانون الدستورى الوزير فؤاد السعيد - عيال حبيبة:2005-مدير السينما - فرحان ملازم آدم:2005-صالح-الترزى - الباشا تلميذ:2004-وكيل اللجامعة - بحب السيما:2004-مدرس الفصل - حبك نار:2004-ربيع-عامل الكهرباء ١ - كيمو وأنتيمو:2004-مختار - المشخصاتي:2003-منتج - ديل السمكة:2003-الحسينى دهموش - قصاقيص العشاق:2003-يسرى ابو العيون - النعامة والطاووس:2002-سيد - معالي الوزير:2002-عبداللطيف-إمام الزاويه - إحنا أصحاب المطار:2001-أمين البقال - جالا جالا:2001-رضوان - رحلة حب:2001-حمزه - لو كان ده حلم:2001 | - نحب عيشة الحرية:2001-فرماوى العمدة - الأجندة الحمراء:2000 - فيلم ثقافي:2000-إمام المسجد - أحلام مسروقة:1999 - الحب الأول:1999-والد خالد - عبود على الحدود:1999-عم العروسة - أرض أرض:1998-ابراهيم-المخبر - الحرب العائلية الثالثة:1998 - الغيبوبة:1998-ضيف شرف - إسماعيلية رايح جاي:1997 - إشارة مرور:1996-الصول رجب - المرأة والساطور:1996 - النوم في العسل:1996-أبو الوفا دردير-عضو مجلس الشعب - المراكبي:1995-أبو صلاح - الحقيقة اسمها سالم:1994 - السيد كاف:1994-الطبيب النفسى - الشطار:1993-عبدالجبار محمد عبدالجبار-مقاول الشطار - أمريكا شيكا بيكا:1993-غمراوي - ليه يا هرم:1993-عم سيد - الإرهاب والكباب:1992-الأستاذ رشاد - الحب في الثلاجة:1992-سليم البواب - الطريق لمستشفى المجانين:1992 | - دسوقي أفندي في المصيف:1992-النمر - ضد الحكومة:1992 - غزو الأرانب:1992-الأجرودي - اللعب مع الكبار:1991-عضو البرلمان - سمع هس:1991-عفارم - يا مهلبية يا:1991-سيد بعكوك - أصدقاء الشيطان:1988-معلم سمكه - الدرجة الثالثة:1988-سويكا-المغنى الأعمى - خطة بعيدة المدى:1988 - البيات الشتوي:1987-الشيخ - العبقري والحب:1987 - النمر والأنثى:1987-الصول طلبه - التوت والنبوت:1986-العمدة - المحترفون:1986 - الفول صديقي:1985 - المطارد:1985-إبن الفنجرية (مساعد الفللي) - مين فينا الحرامي:1984-الشاويش عظم - المتوحشة:1979 - المغنواتي:1979 - الكلمة الأخيرة:1978-عيد-كمنجاتى - شفيقة ومتولي:1978-مندوب تجنيد الانفار - مصطفى كامل-وثائقي/تسجيلي |

### مسرحياته
| - ألابندا:1998 - الست هدى:1996 - تتجوزينى يا عسل:1993 - العالمة باشا:1991-رئيس الوزراء - الزوبعة:1986 | - موعد مع الوزير:1986-عمر بيه - كعبلون:1985-الوزير الشامل - الزيارة انتهت:1983 - سيرك يا دنيا:1982 - المخططين:1970 | - أبو زيد الهلالي سلامة - أرنب وعقرب وفيل - أنا وبابا والقطة - سيرة بني هلال - لا يا سي زكي |

| \| - روايح:2001 - 24 قيراط:1999-ضيف شرف - مكان فوق السحاب:1994 - دولت فهمي التي لم يعرفها أحد:1987 - إحتلال \| - تحت الصفر - ثلاجة بالتقسيط المريح - دليل اثبات - رجب في الكتاب \| - فتحة وشبكة وكتب كتاب - قطر الندى - لالئ - لا وقت للخوف-شعبان \| | - حلم ولا علم:1999-ضيف شرف - مانستغناش:1998-ضيف شرف - الدنيا لعبة:1995 - المتزوجون في التاريخ:1993 - أم العريف:1992 - بنت مين في مصر - طريق الهدى |                                                                |
| - روايح:2001 - 24 قيراط:1999-ضيف شرف - مكان فوق السحاب:1994 - دولت فهمي التي لم يعرفها أحد:1987 - إحتلال | - تحت الصفر - ثلاجة بالتقسيط المريح - دليل اثبات - رجب في الكتاب                                                                                  | - فتحة وشبكة وكتب كتاب - قطر الندى - لالئ - لا وقت للخوف-شعبان |

## روابط خارجية
- أحمد عقل على موقع IMDb (الإنجليزية)
- أحمد عقل على موقع قاعدة بيانات الأفلام العربية